# Homologie (Humanwissenschaften)

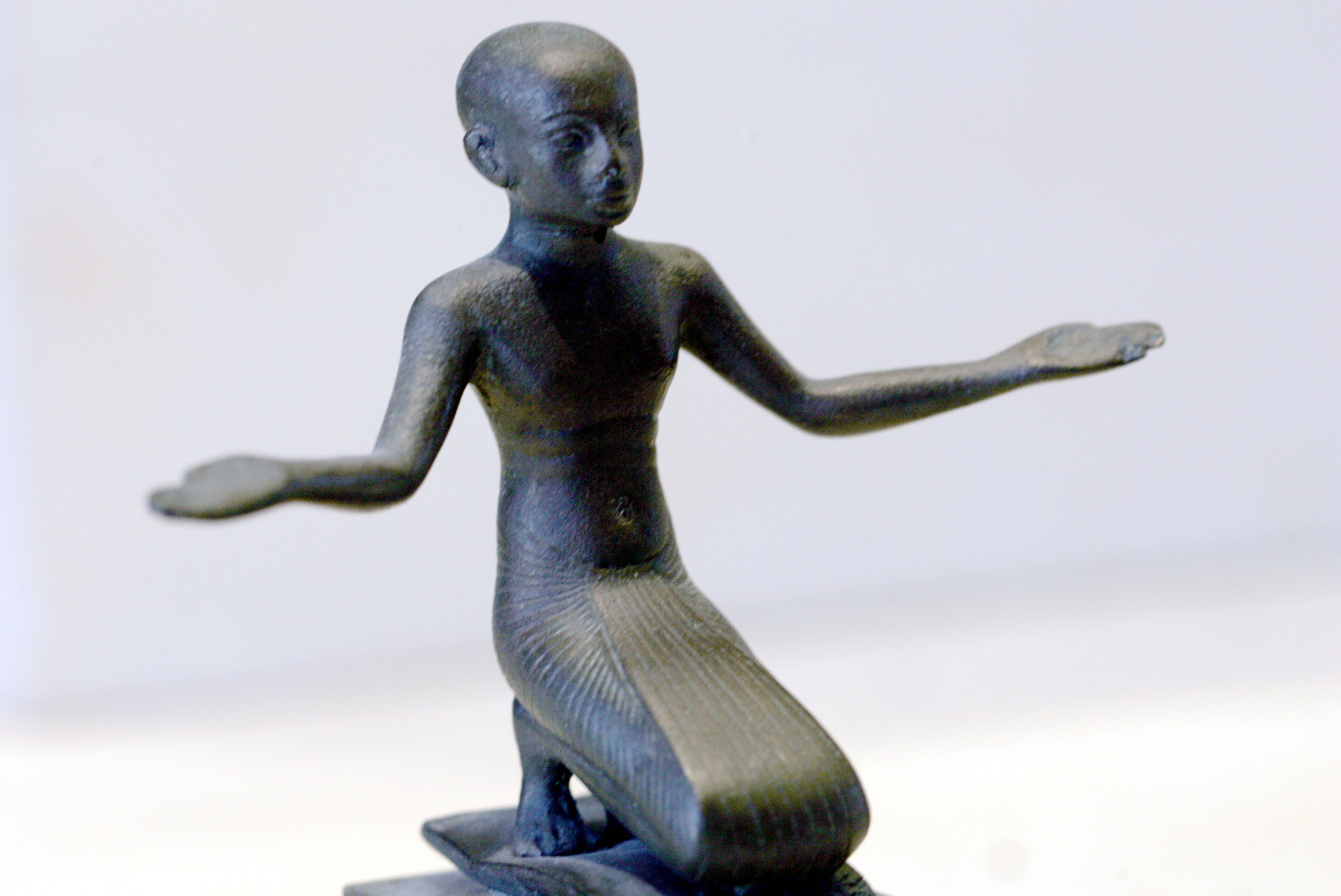
Religiosität – die tiefe Ehrfurcht vor einer transzendenten Wirklichkeit hinter den Erscheinungen – ist eine universelle menschliche Eigenschaft, die in allen Kulturen zu finden ist

Eine Homologie (griechisch ὁμολογεῖν, homologein „übereinstimmen“) bezeichnet grundsätzlich Merkmale verschiedener verwandter Phänomene, deren Entstehung auf eine gemeinsame Wurzel zurückgeführt werden kann.
Abgeleitet aus dem Homologiebegriff der Biologie, der in dieser abgewandelten Form bisweilen auch in verschiedenen Humanwissenschaften (Geschichts-, Sozial-, Kulturwissenschaften, Ethnologie, Archäologie) verwendet, um den Unterschied zu analogen Entwicklungen deutlich zu machen.
Homologe Merkmale verschiedener menschlicher Kulturen sind beispielsweise:
- die menschliche Sprachfähigkeit
- Archetypen
- Religiosität

Alle diese Dinge sind in der menschlichen Entwicklung einmalig entstanden und universell in allen Kulturen vertreten.
Ebenso kann jegliches weitergegebenes Wissen als homolog bezeichnet werden, auch wenn es sich im Laufe der Zeit vielfach verändert.
Im Gegensatz zur Biologie ist die Unterscheidung von Homologien und Analogien in den Humanwissenschaften wesentlich schwieriger, da der kulturelle Wandel viel schneller abläuft als die natürliche Evolution und sich nicht in Genen manifestiert, sondern in sehr unterschiedlichen „Ausdrucksweisen“, deren Authentizität häufig unklar ist. Ein eklatantes Beispiel dafür liefern die unterschiedlichen Ansätze zum Schamanismus: Während die Anhänger des esoterischen Core Schamanismus nach Michael Harner darin eine weltumspannende, menschliche Universalie sehen – also eine homologe Entstehung annehmen; sieht der Ethnologe Klaus E. Müller den Schamanismus als eine Art „magische Wissenschaft“, die sich außerhalb von Asien analog entwickelt hat.